# پاپیروس برلین

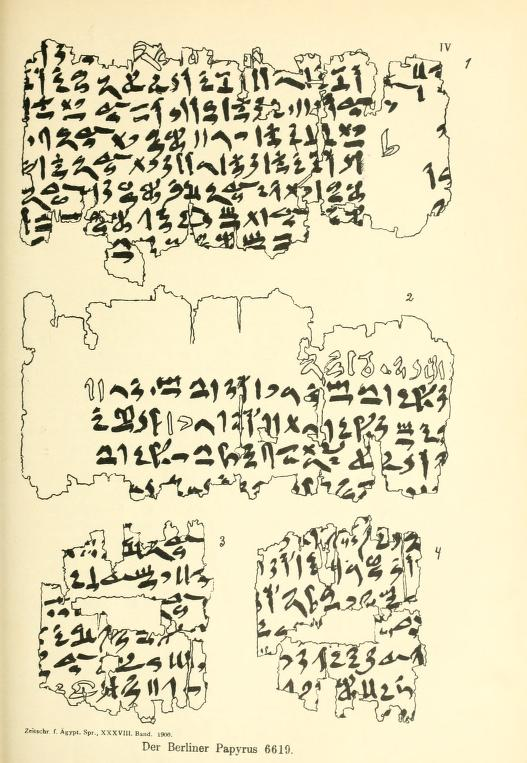
پاپیروس برلین ۶۶۱۹

پاپیروس برلین ۶۶۱۹ که عموماً با نام پاپیروس برلین شناخته می‌شود، یک سند پاپیروسی از پادشاهی میانه مصر در مصر باستان است. این پاپیروس در دههٔ ۱۹ام در خرابه‌های باستانی سقاره کشف شد.
این پاپیروس یکی از اصلی‌ترین منابع ریاضیات و پزشکی مصر باستان بوده و شامل اولین اسناد مربوط به مراحل آزمایش حاملگی می‌باشد و جزوی از پاپیروس پزشکی است.
پاپیروس برلین شامل مسئله‌ای به صورت «حدود مجذور ۱۰۰ برابر مجذور دو عدد کوچکتر است. یکی از این دو، ‎۱/۴ + ‎۱/۲ دیگری است.» می‌شود. با وجود آن که این پاپیروس جواب مستقیمی به معادلهٔ درجه دوم دارد، ممکن است ربطی به قضیه فیثاغورس داشته باشد. به بیان امروزی، معادلات چندمجهولی x۲ + y۲ = ۱۰۰ و x = (۳/۴)y را می‌توان به صورت معادلهٔ تک‌مجهولی ((۳/۴)y)۲ + y۲ = ۱۰۰ نوشت که y = ۸ and x = ۶ را نتیجه می‌دهد.